# Ibn Nubata
Ibn Nubata (arabisch ابن نباتة, DMG Ibn Nubāta; * April 1287 in Kairo; † 13. Oktober 1366 ebenda) – mit vollem Namen جمال الدين / شهاب الدين محمد بن محمد بن محمد بن الحسن نباتة الفارقي الحذاقي المصري, Ǧamāl ad-Dīn / Šihāb ad-Dīn Muḥammad b. Muḥammad b. Muḥammad b. al-Ḥasan al-Fāriqī al-Ḥuḏāqī al-Miṣrī – war ein arabischer Dichter und Intellektueller der Mamlukenzeit. Bekannt ist er vor allem für seine Lyrik, doch verfasste er auch Prosa. Die meisten seiner Werke sind bis heute nicht oder nicht kritisch ediert. Die Forschung zu Ibn Nubatas Werk steht noch am Anfang.
Ibn Nubata war der Sohn eines Hadithgelehrten. Bereits in seiner Jugend interessierte er sich für Dichtung und begann auch selbst kurze Gedichte zu verfassen. 1316 verließ er Kairo und ging nach Damaskus. Dort lebte er unterbrochen von kurzen Aufenthalten in Hama und Aleppo bis 1360. Dann berief ihn der Sultan an-Nasir al-Hasan zurück nach Kairo. Dort, im Grabhospital des al-Mansur Qalawun, starb Ibn Nubata am 13. Oktober 1366 (7. Safar 768 H).

## Forschungsarbeit
Ein 2020 auf 12 Jahre angelegtes und mit 5,9 Mio. € von der Deutschen Forschungsgemeinschaft budgetiertes Projekt soll das erste literarische Gesamtwerk Ibn Nubatas anlegen; geleitet vom Professor für Islamwissenschaft und Arabistik Thomas Bauer. Neben dem literarischen Aspekt, soll darüber hinaus dargelegt werden, dass im Islam Politik und Religion nicht dermaßen eng miteinander verwoben waren, wie es das heutige Bild des Islams suggeriert: So ist ein Herrscherratgeber Ibn Nubatas an einen Fürsten rein machhiavellistisch geprägt – ungefähr 100 Jahre vor Der Fürst –, in welchem er dem Fürsten empfiehlt, nicht für das Seelenheil der Untertanen zu sorgen, nicht religiös, nicht besonders streng islamisch, sondern klug, raffiniert und durchsetzungsfähig zu handeln.

## Zitat
- „Ibn Nubata war einer der größten Meister der Sprache, seine Gedichte sind von unglaublicher sprachlicher Raffinesse, er spielt mit Zweideutigkeiten und dem Klang der Sprache, setzt Leitmotive ein, die sich durch seine Gedichte ziehen und in immer neue Kontexten erscheinen.“[1] – Thomas Bauer